# Andra italiensk-abessinska kriget
Andra italiensk-abessinska kriget (även kallat andra italiensk-etiopiska kriget) var ett kolonialkrig som inleddes i oktober 1935 och avslutades i maj 1936. Kriget utkämpades mellan Kungariket Italien (Regno d'Italia) och Kejsardömet Etiopien (även känt som Abessinien). Kriget resulterade i den militära ockupationen av Etiopien och dess annektering till den nyligen skapade kolonin Italienska Östafrika (Africa Orientale Italiana, eller AOI). Italien hade ett stort militärteknologiskt övertag med bland annat stridsvagnar och bombflyg som abessinierna saknade. Italienarna använde även stridsgas i omfattande utsträckning. 

## Historia
Italiens förevändning för kriget var en sammanstötning mellan en grupp etiopiska soldater och italienska kolonialtrupper vid oasen Ual-Ual i den östafrikanska Ogadenöknen 5 december 1934.
Abessinien var vid krigsutbrottet i praktiken det enda självständiga landet i Afrika, resten var besatta eller kontrollerades på andra sätt av kolonialmakter.
Det dröjde 10 månader av förhandlingar och trupptransporter innan Italien invaderade. Italien, med början 23 februari 1935, skickade trupper till sin koloni Eritrea genom Suezkanalen som inte blockerats av Storbritannien och Frankrike, något som de hade kunnat göra. Invasionsstyrkan i Eritrea uppgick till sist till 200 000 man fördelade på fem armédivisioner och fem av fascistmilisen Svartskjortornas MVSN-divisioner. Därtill kom minst 60 000 kolonialtrupper. En mindre armé samlades i södra Somalia. Som svar på den italienska kraftsamlingen mobiliserade Abessinien den 28 september sina styrkor. Den italienska invasionsstyrkan svarade med att gå över gränsen 3 oktober. Invasionen fördömdes av Nationernas Förbund den 7 oktober och fyra dagar senare infördes sanktioner mot Italien. Förbundet förbjöd att sälja vapen och krigsmateriel till Italien, dock ej drivmedel. Sanktionerna var ineffektiva, Nazityskland som icke-medlem var inte bundet av sanktionerna, medlemsländerna Österrike, Ungern och Albanien ställde sig utanför sanktionerna och kunde agera mellanhänder till de som ändå ville sälja krigsmateriel till Italien.
För att skynda på segern beslutade Italien att börja använda förbjuden stridsgas, både kvävande fosgen och frätande senapsgas, i stor utsträckning. Minst 500 ton gas användes under kriget. Den italienska fascistpropagandan förnekade dock helt att stridsgas använts. 
Den italienska segern var populär på hemmaplan. Italien förenade sina kolonier i Östafrika till Italienska Östafrika och utropade kung Viktor Emmanuel III till kejsare. Mussolini lade sig till med titeln "kejsardömets grundare" (it. fondatore dell'Impero). Erövringen hade dock kostat mycket ekonomiskt, cirka 12 miljoner lire. Abessinienkriget och Italiens likaledes kostsamma intervention i det spanska inbördeskriget (1936–1939) bidrog till att Italien var dåligt förberett när landet gick in i andra världskriget 1940.
Ur människorättslig synvinkel har kriget och den följande ockupationen av Etiopien beskrivits som full med förbrytelser som utgör brott mot mänskligheten, bland annat massakrerna som döpts till Yekatit 12 i Etiopien och omvärlden.
Politiskt är kriget ihågkommet bland annat för att ha exponerat den inneboende svagheten i Nationernas förbund. Liksom Mukdenincidenten 1931 (den japanska annekteringen av tre kinesiska provinser), ses Abessinienkrisen 1934 ofta som ett tydligt exempel på ineffektiviteten i förbundet. Både Italien och Etiopien var medlemsländer och ändå kunde förbundet inte hindra Italien eller skydda Etiopien när Italien tydligt brutit mot förbundets egen Artikel 16.

### Efterspel
Det för italienarna positiva utfallet av kriget sammanföll med zenit för den internationella och inhemska populariteten hos diktatorn Benito Mussolinis fascistiska regim i en fas som kallas "samförståndsåldern" under vilka utländska ledare berömde honom för hans insatser. Abessiniens kejsare Haile Selassie flydde under kriget till Storbritannien. År 1941, under andra världskriget, slog de allierade ut italienarna och Abessinien återfick sin självständighet.

## Abessinienambulansen
Abessinienambulansen kallades den ambulans som Sverige skickade till kriget 1935 för att hjälpa sårade människor. Den 30 december 1935 bombades ambulansens läger av italienskt stridsflyg. Sjukvårdaren Gunnar Lundström dödades och ambulansens chef doktor Fride Hylander sårades svårt, Hylander flögs av Carl Gustaf von Rosen till Addis Abeba för vård. 28 av de totalt 60 lokalt anställda dödades i anfallet.

### Svenska officerare
En tid före detta kriget inrättade en antal svenska officerare en modern officersskola på uppdrag av kejsaren Haile Selassie. Skolan ombildades vid krigsutbrottet till ett av få modernt utbildade och utrustade förbanden. 